# Windmill (canción de Helloween)
"Windmill" es un sencillo de la banda alemana de power metal Helloween, que forma parte del álbum "Chameleon" (1993).

## Lista de canciones
1."Windmill" 5:16
2."Cut in the Middle" 3:58
3."Introduction" 3:56
4."Get Me Out Of There" 2:48

## Intérpretes
Michael Kiske- Vocalista
Roland Grapow- Guitarra líder y rítmica
Michael Weikath- Guitarra líder y rítmica
Markus Grosskopf- Bajo
Ingo Schwichtenberg- Batería